# Eragrostis minor
Eragrostis minor là một loài thực vật có hoa trong họ Hòa thảo. Loài này được Host mô tả khoa học đầu tiên năm 1827.

## Hình ảnh

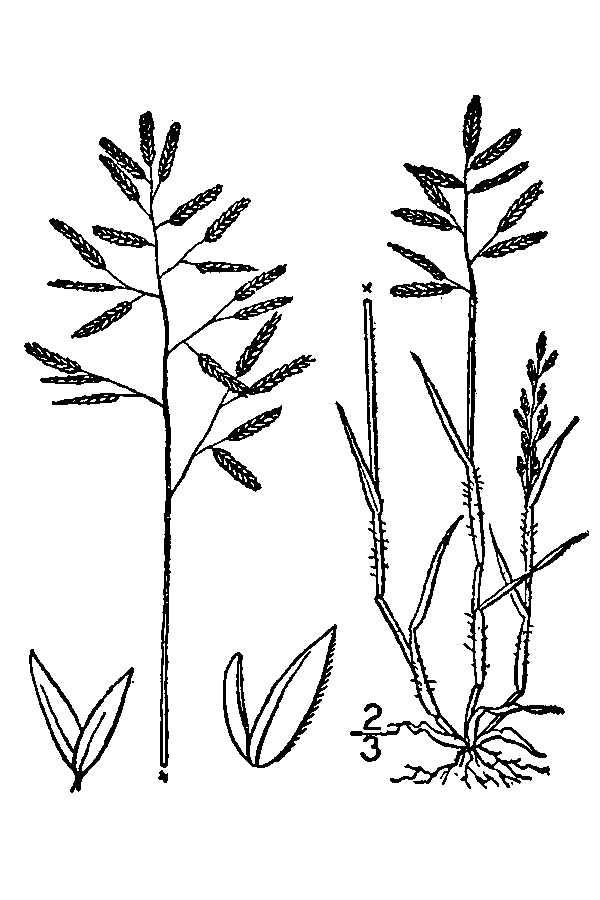
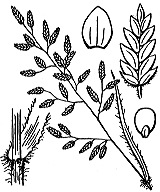
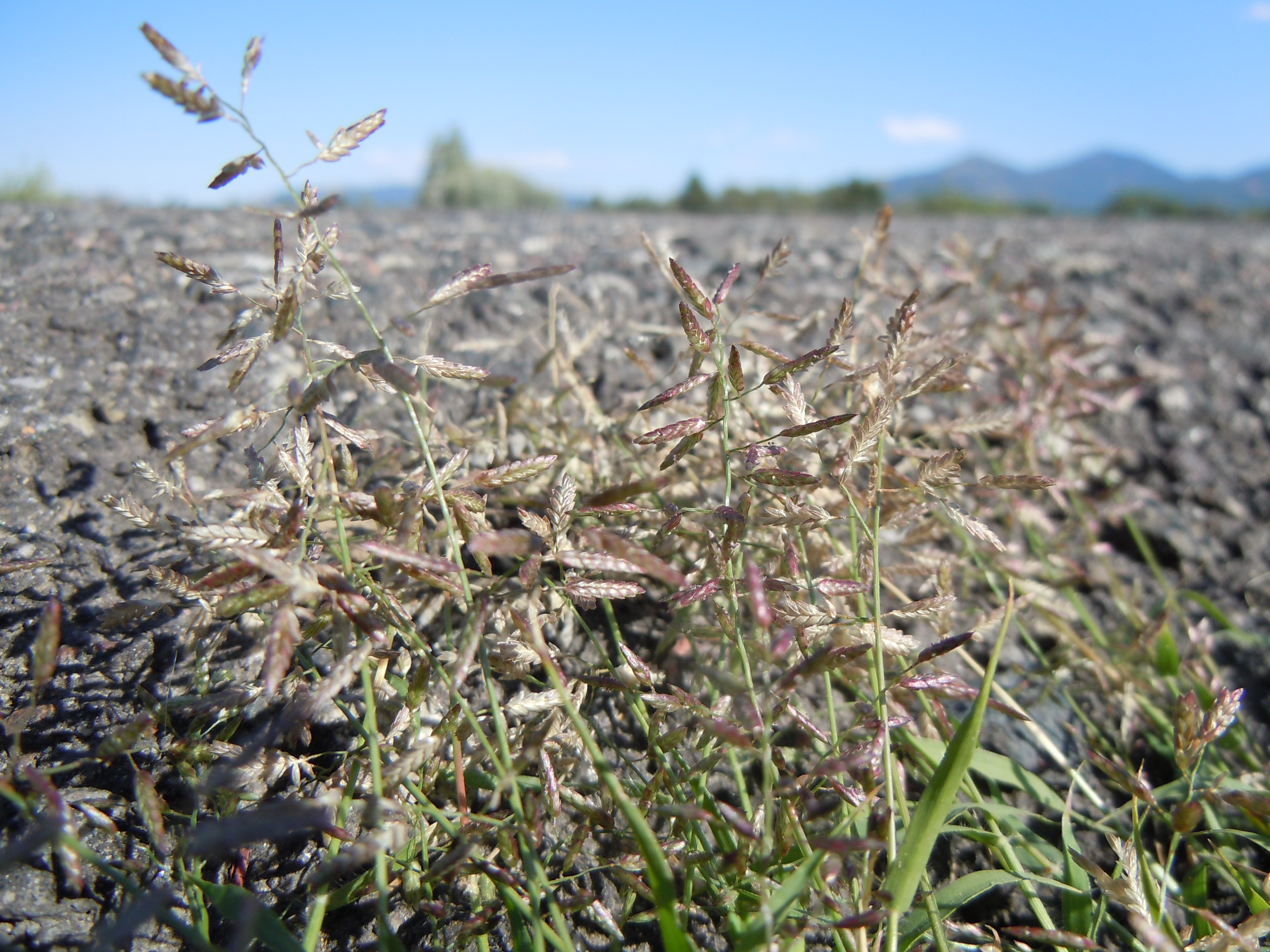
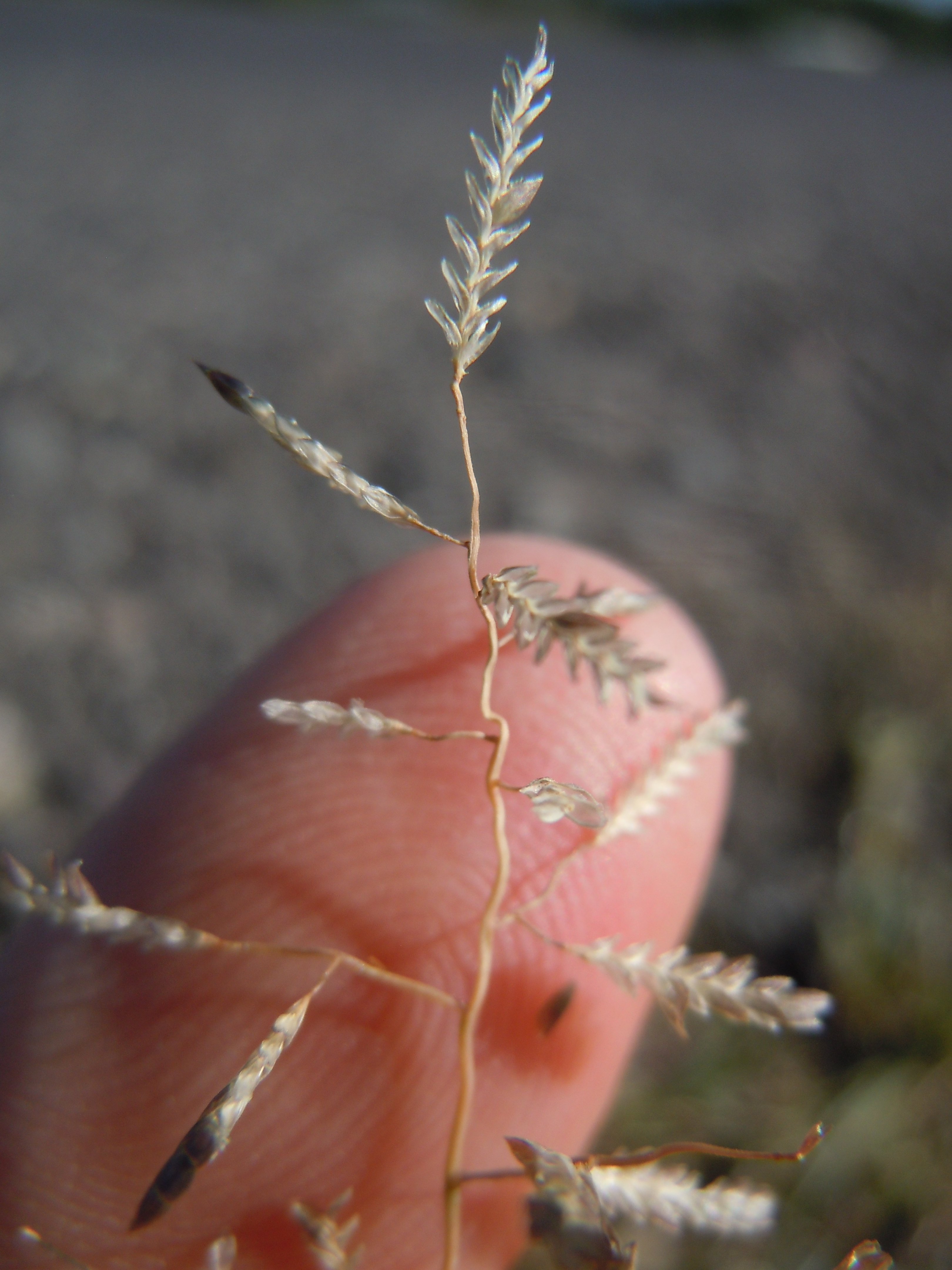